# Strada statale 115 quater Sud Occidentale Sicula
La strada statale 115 quater Sud Occidentale Sicula è una strada statale italiana, a due corsie per senso di marcia, che svolge il proprio percorso di 4 chilometri interamente all'interno del comune di Agrigento, in Sicilia, collegando il centro cittadino con in quartieri preferici di Villaseta e Monserrato e con Porto Empedocle e la strada statale 115 Sud Occidentale Sicula.

## Storia
La strada fu progettata e realizzata all'indomani della frana di Agrigento del 1966 per collegare il centro cittadino con i nuovi quartieri a valle. Venne realizzata per buona parte del suo percorso in viadotto. Le due opere prendono il nome di viadotto Akragas I e viadotto Akragas II, ma sono noti anche come viadotto Morandi, dal nome del progettista Riccardo Morandi. Il tratto di strada comprendente il viadotto Akragas I è stato chiuso per lavori per circa 4 mesi nel 2015, poi riaperto al transito solo dei mezzi leggeri. Da marzo 2017 entrambi i viadotti sono oggetto di lavori di messa in sicurezza con chiusura al traffico, prevedibilmente fino al 2021.

## Percorso
La strada ha inizio nei pressi di Villaseta e Monserrato con l'innesto sull'arteria principale e dopo un percorso di 3,910 chilometri in parte in viadotto giunge ad Agrigento nei pressi dello stadio Esseneto. I cartelli stradali che indicano l'inizio dei viadotti è colorato di verde e non blu.

### Tabella percorso
| Sud Occidentale Sicula |                                             |      |           |
| Tipo                   | Indicazione                                 | ↓km↓ | Provincia |
|                        | Sud Occidentale Sicula                      | 0,0  | AG        |
|                        | Sud Occidentale Sicula (tratto in variante) | 0,4  | AG        |
|                        | Agrigento nord per SS 118                   | 1,2  | AG        |
|                        | Akragas I                                   | 1,3  | AG        |
|                        | Agrigento ovest Via Dante                   | 2,9  | AG        |
|                        | Akragas II                                  | 3,0  | AG        |
|                        | Agrigento                                   | 3,9  | AG        |